# William Laughton
William Laughton (ur. 17 czerwca 1987 w Chertsey) – brytyjski wioślarz.

## Osiągnięcia
- Mistrzostwa Świata Juniorów – Brandenburg 2005 – czwórka podwójna – 5. miejsce[1].
- Mistrzostwa Świata U-23 – Glasgow 2007 – ósemka – 6. miejsce[1].
- Mistrzostwa Europy – Ateny 2008 – czwórka bez sternika – 7. miejsce[1].
- Mistrzostwa Świata U-23 – Račice 2009 – czwórka bez sternika – 11. miejsce[1].